# Tréguier
Tréguier település Franciaországban, Côtes-d’Armor megyében. Lakosainak száma 2349 fő (2022. január 1.). Tréguier Plouguiel és Minihy-Tréguier községekkel határos.

## Fekvése
Bretagne-ban, Bréhat szigetétől nyugatra kezdődő úgynevezett „rózsaszín gránitpart”-on fekvő település.

## Története
Tréguier, a breton helyiek nyelvén Landréguer valaha püspöki székhely volt, amely máig megtartotta vallási jellegét. A „szent várost” Tudal alapította még a 6. században, aki az angol szigetekről áthajózott pap volt. Tréguierben tisztelik az ügyvédek védőszentjét, Erwant is, akinek neve franciául Yves, magyar nyelven Ivó. Az 1253-1303 között élt pap a legendák szerint egyházi bíróként ritka bölcsességről tett tanúbizonyságot, és az igazságnak olyan szenvedélyes kereséséről, hogy 43 évvel halála után már szentté is avatták.
A település katedrálisa is még az igazságkereső Yves de Kermartin szándéka szerint kezdett épülni, mikor a 15. század végén elkészült. A kemény gránitból épült templom Franciaország egyik legtökéletesebb gótikus székesegyháza lett. A templom legrégibb része az északi kereszthajót lezáró román, úgynevezett Hastings-torony. Kórusának érdekessége a 16. század elejéről származó, faragott fából készült stallumsor.
A katedrális mellett középkori kolostor, a téren pedig a városka szülöttének Ernest Renannak a szobra áll. A filozófus író (1823-1892) szülőházában, amely a róla elnevezett utcában található kis emlékmúzeumot is berendeztek.

## Nevezetességek
- Katedrális
- Kolostor

## Galéria

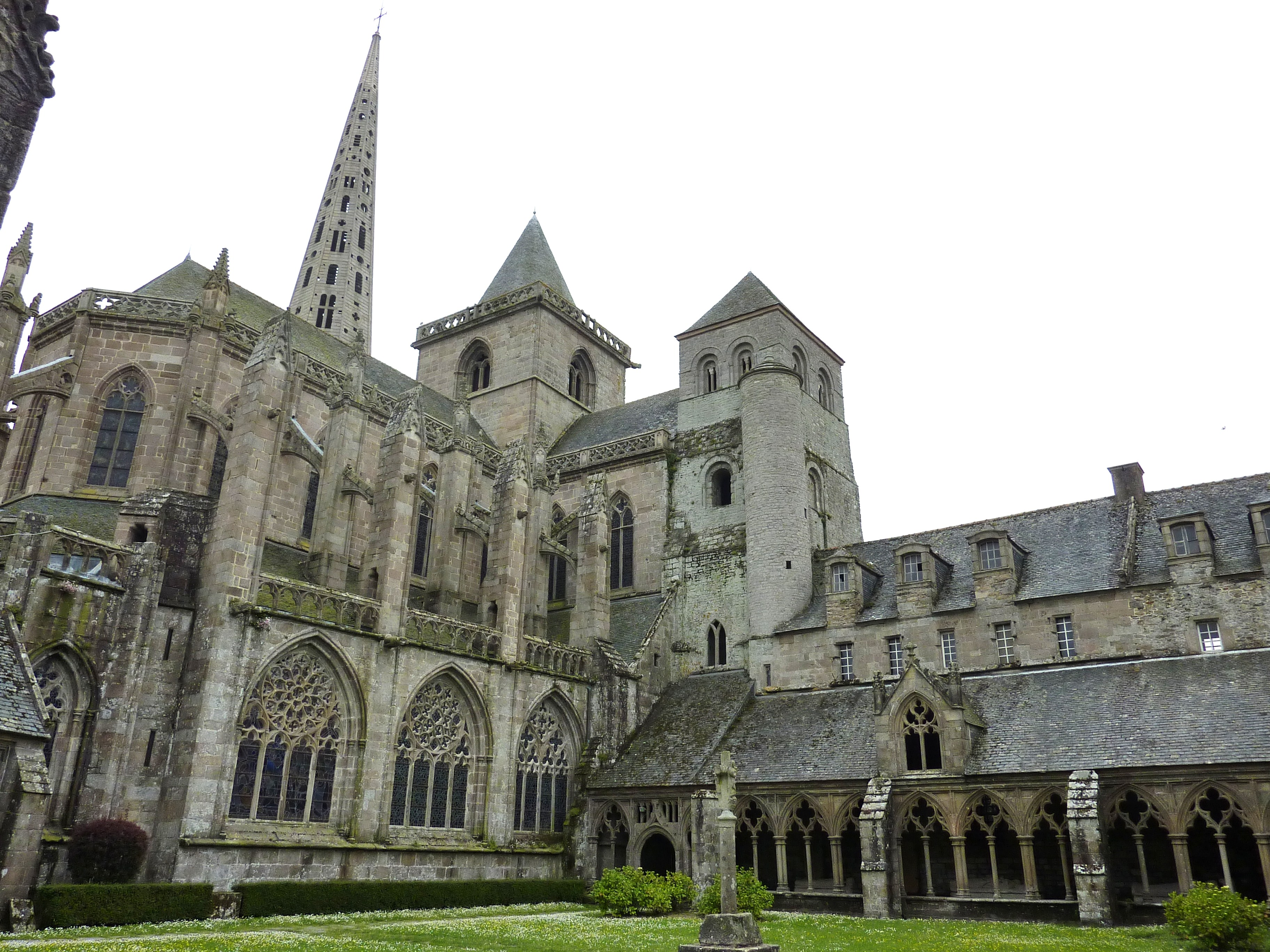
A katedrális
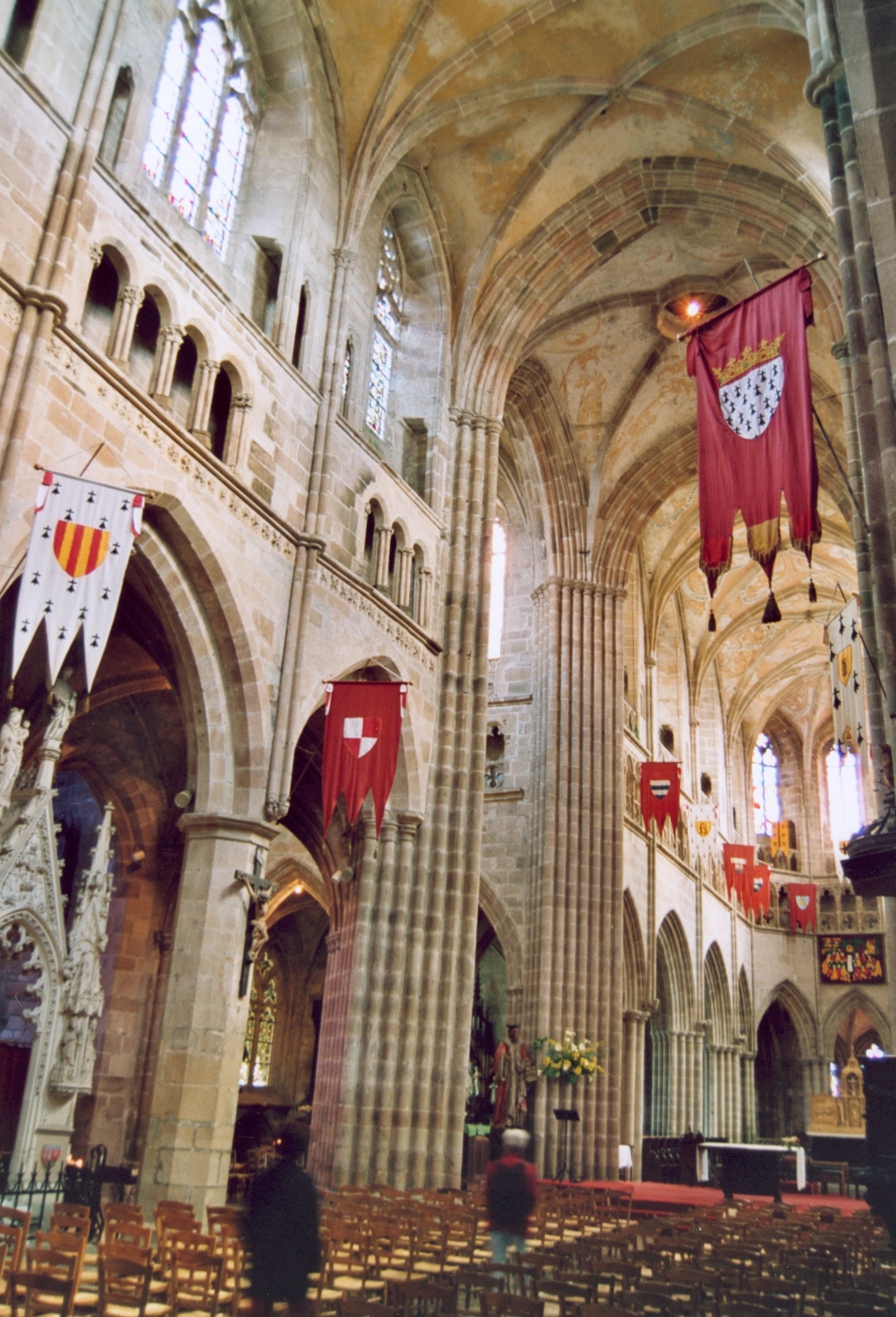
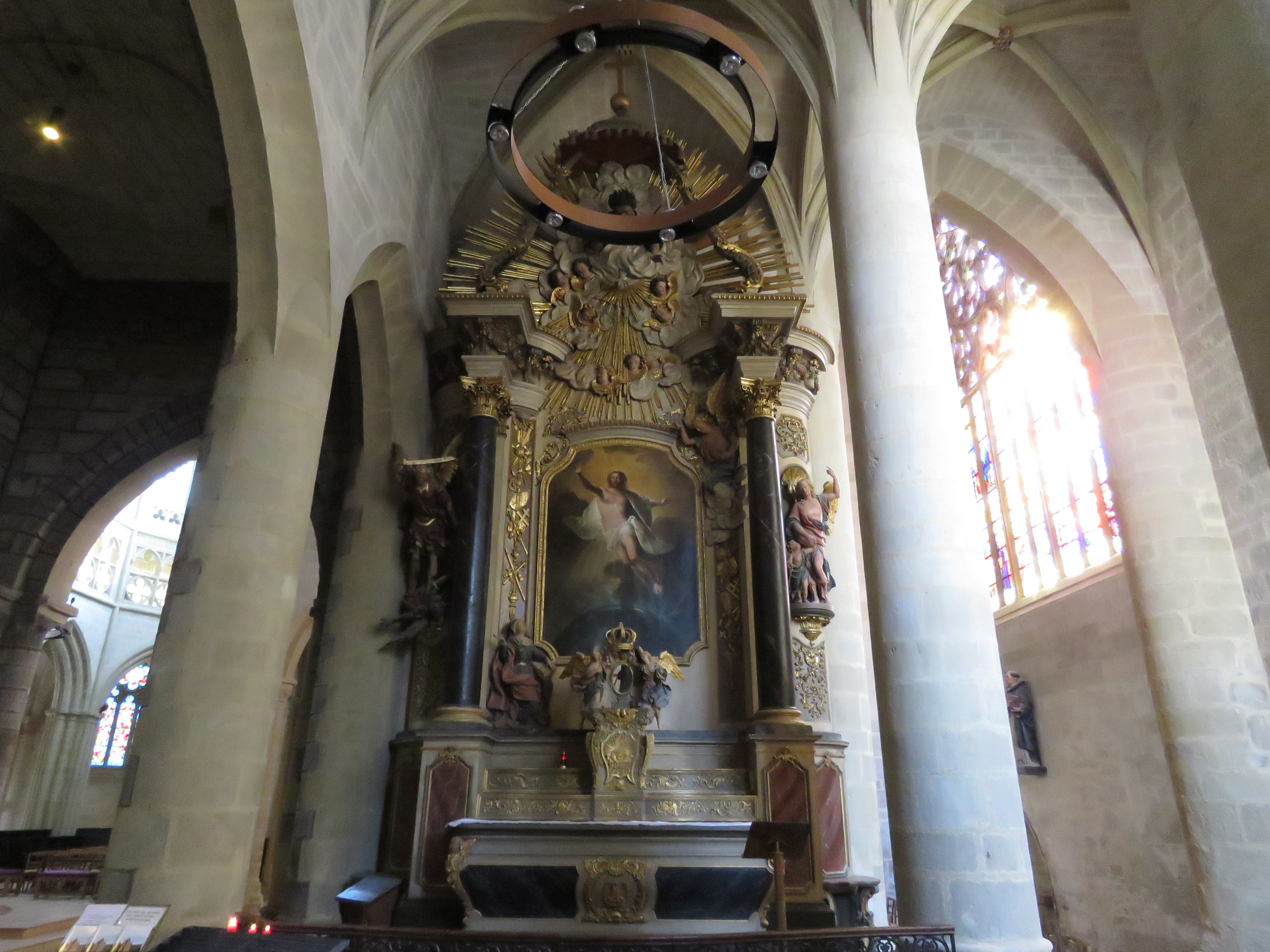
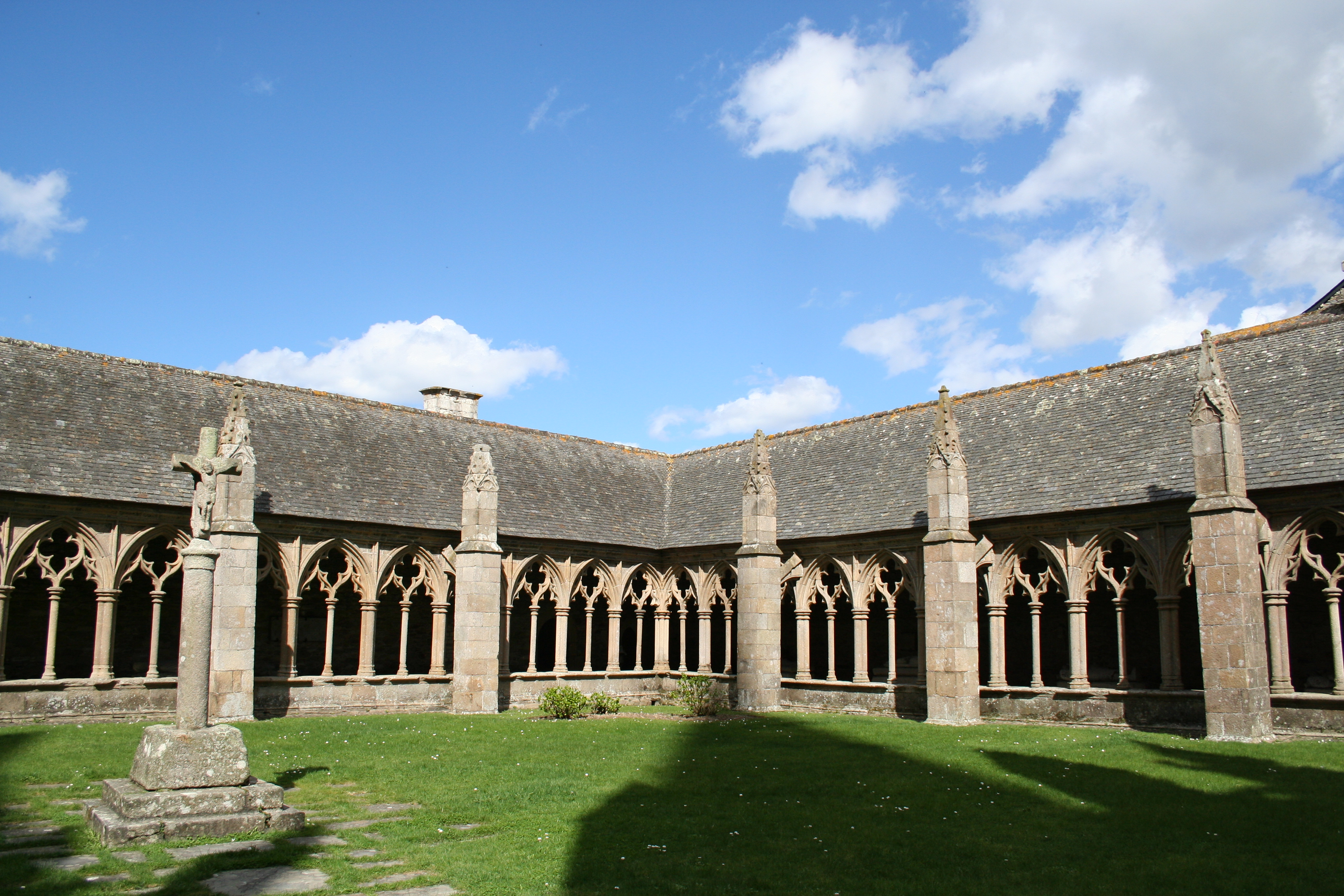
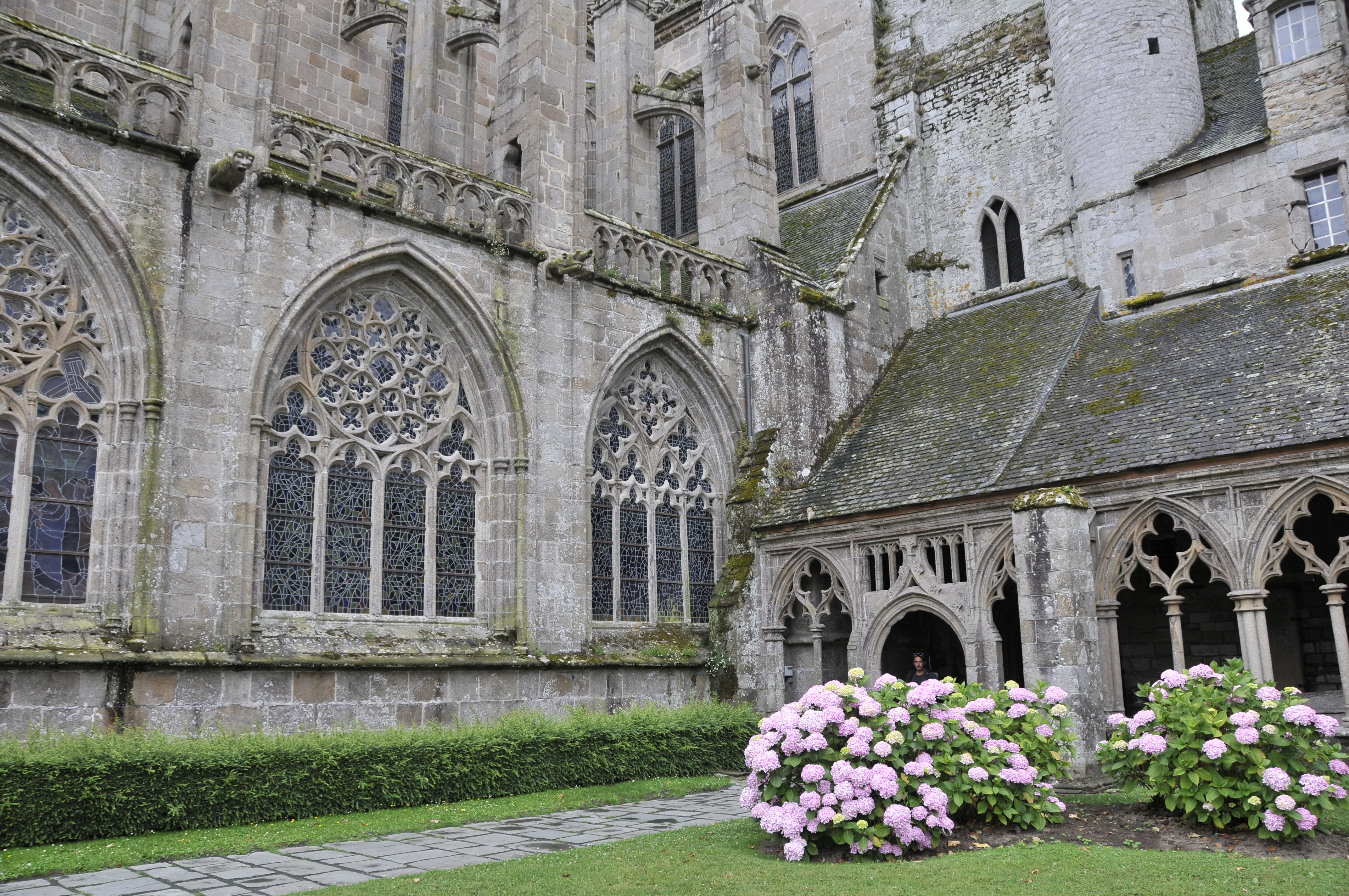
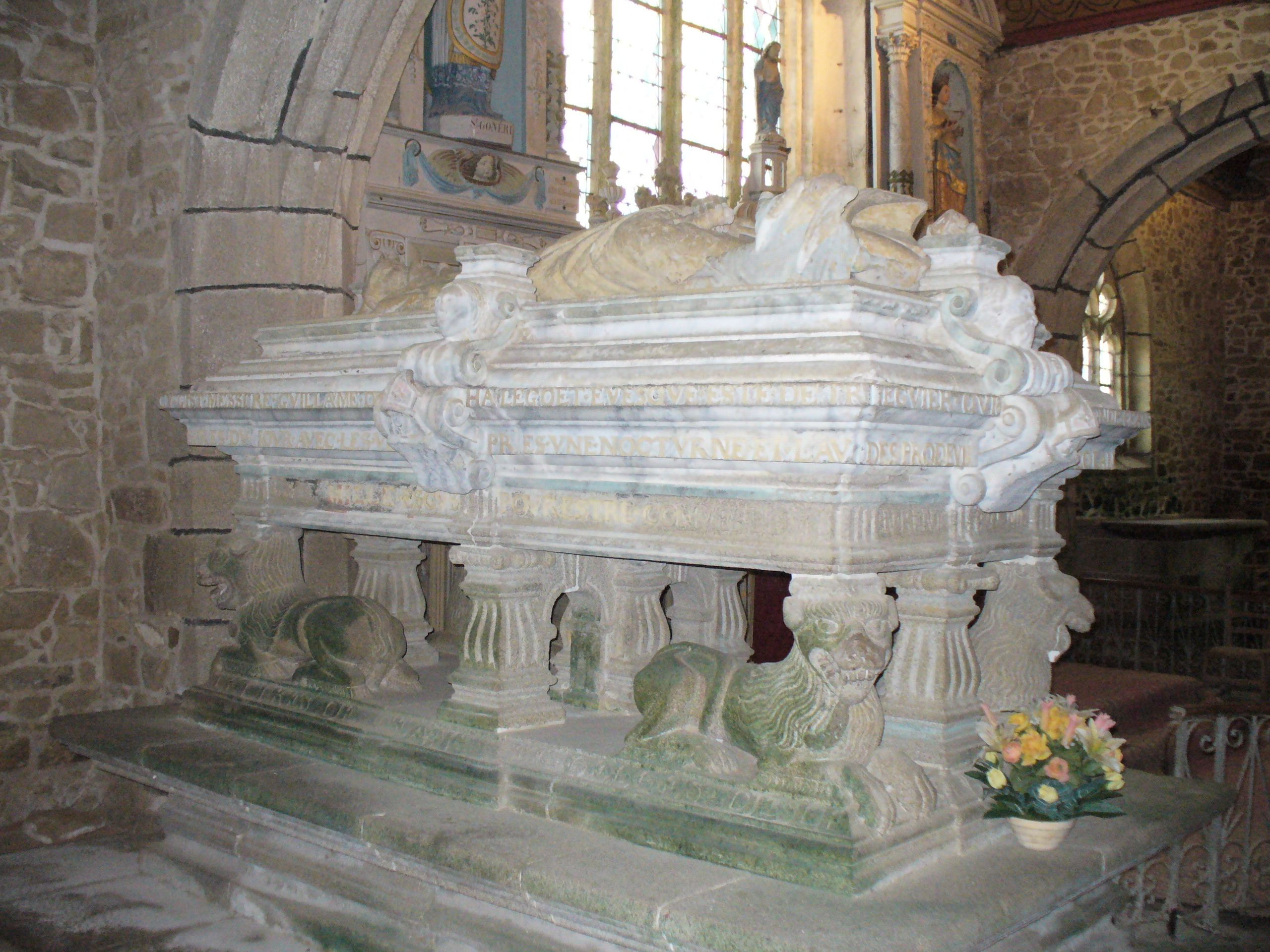
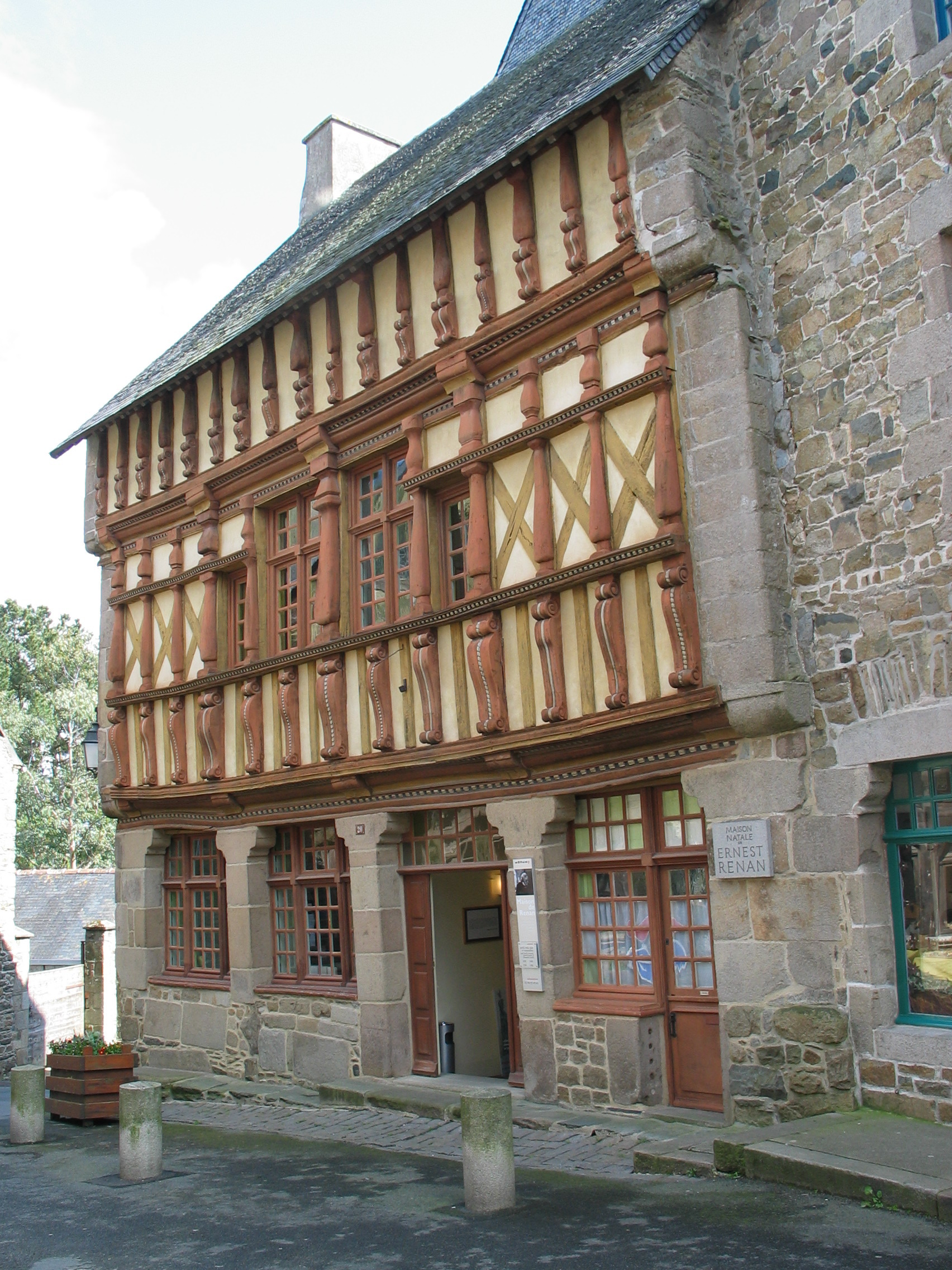
Ernest Renan szülőháza, ma múzeum
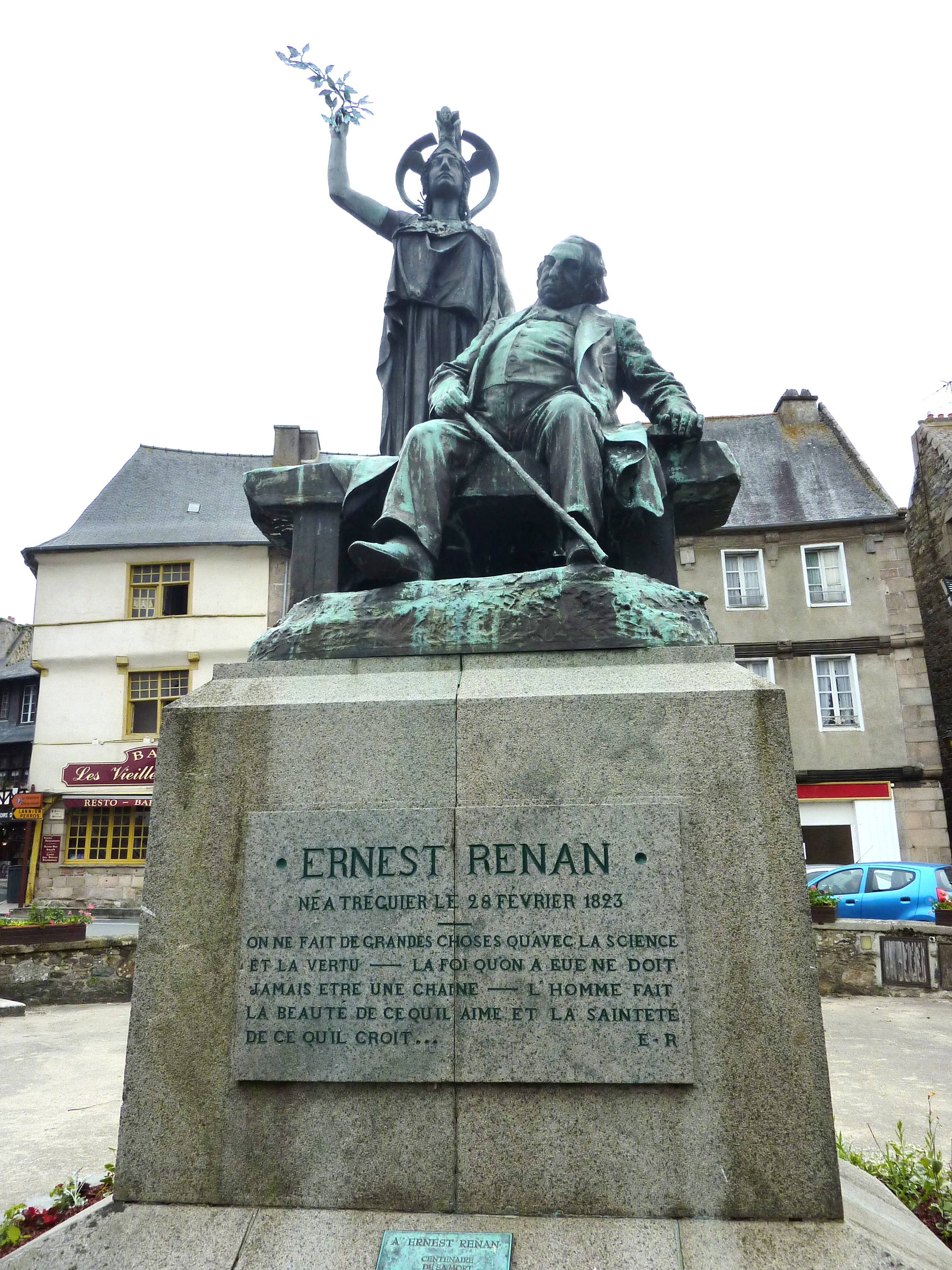
Renan szobra
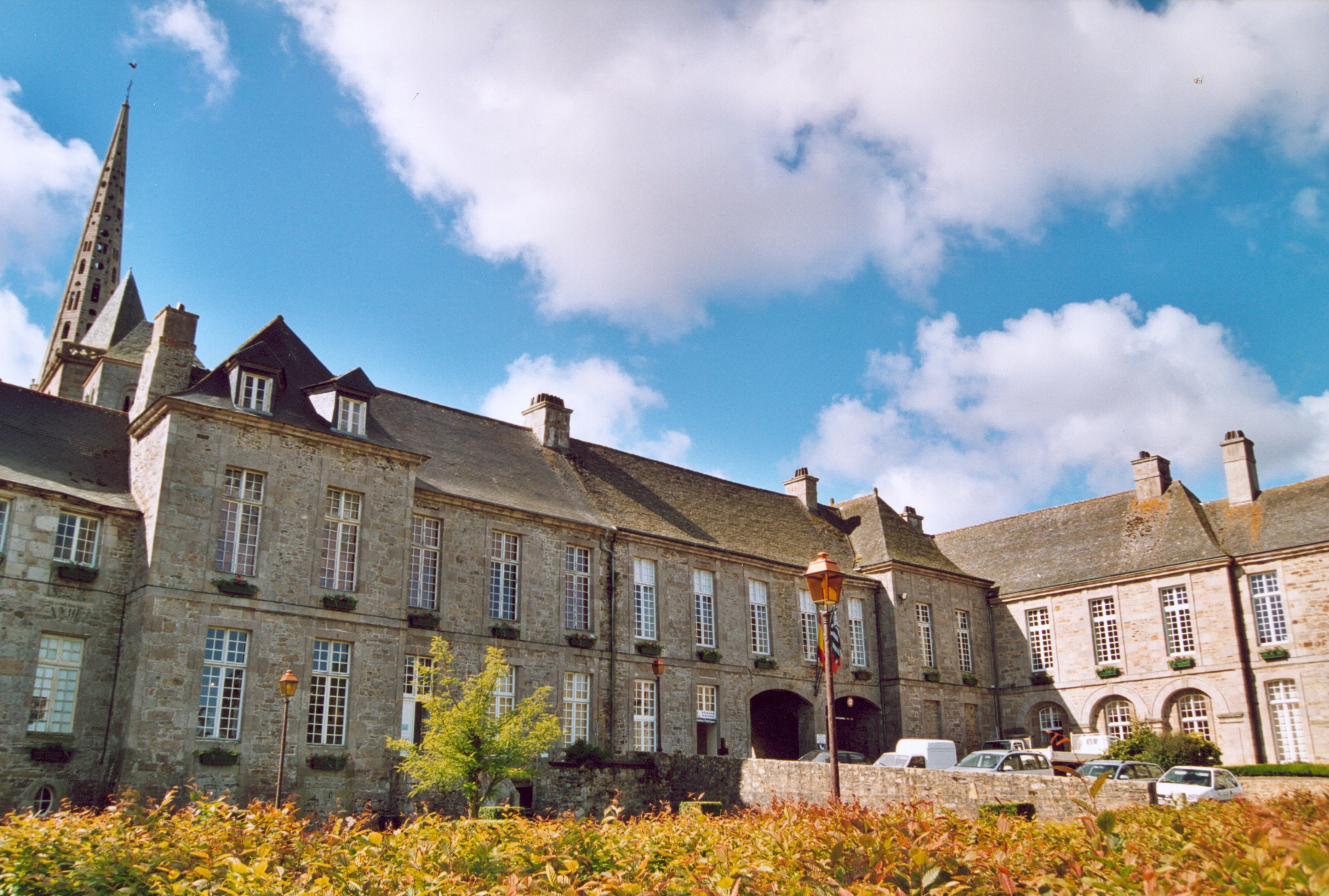
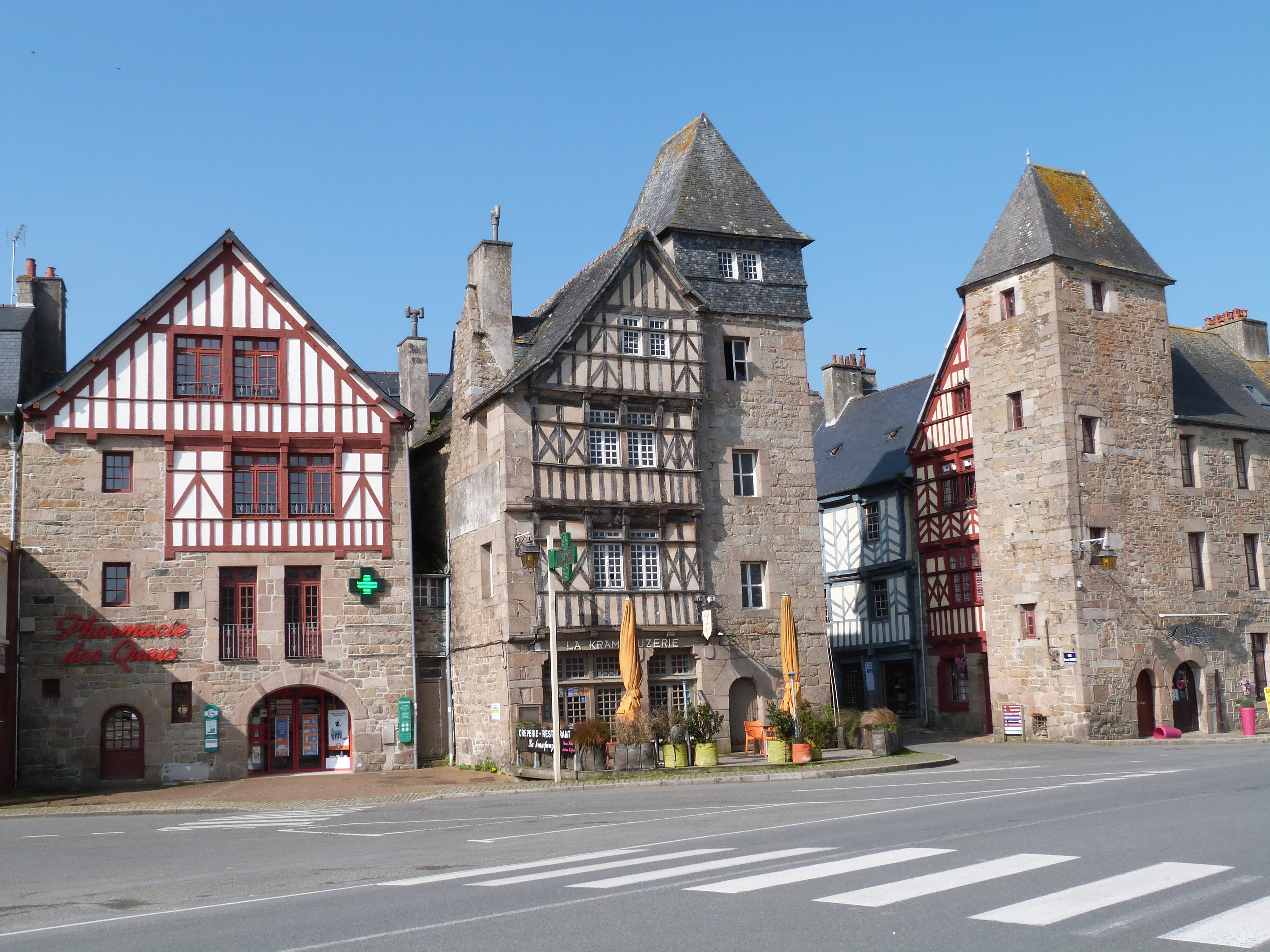
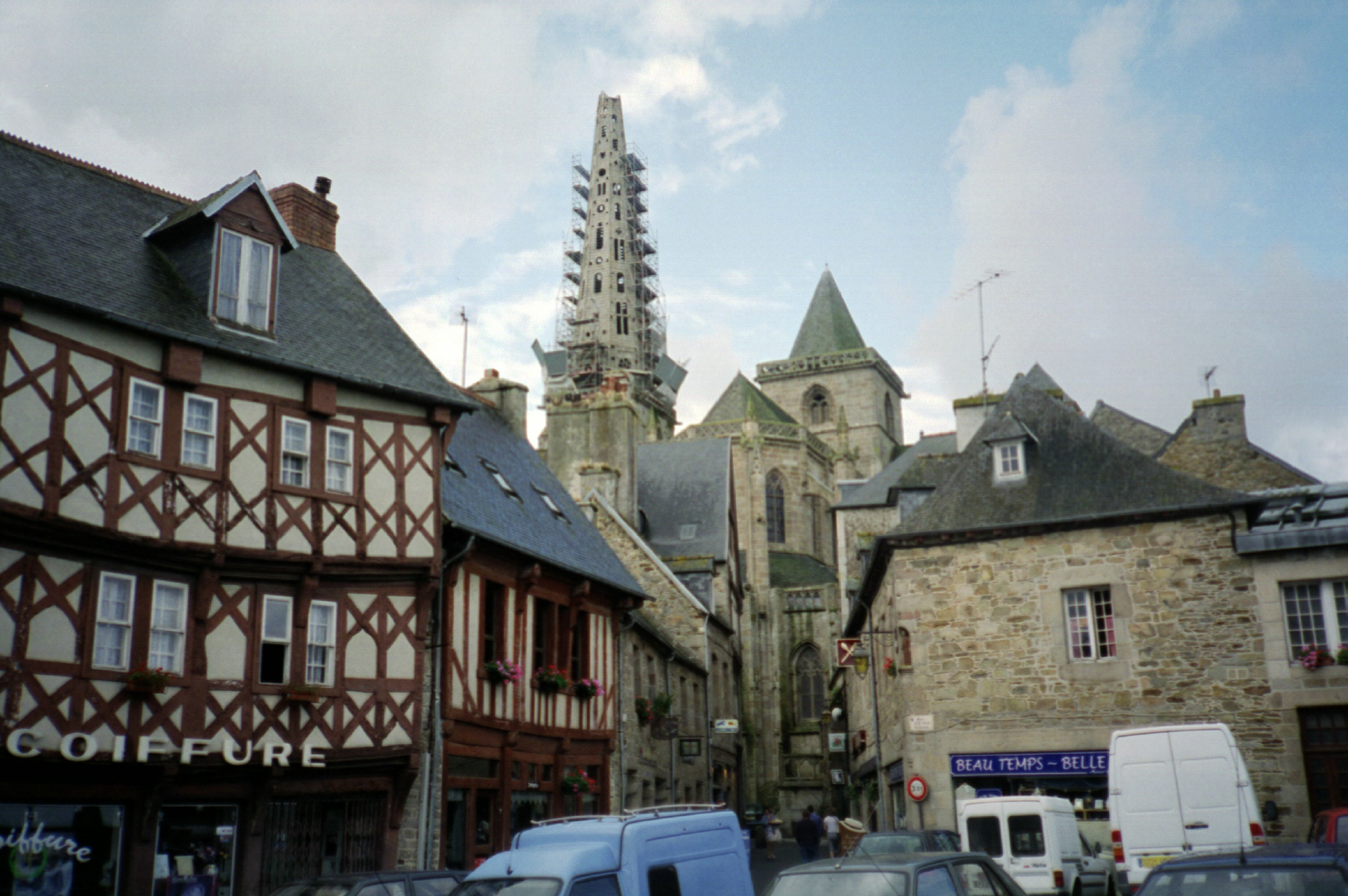
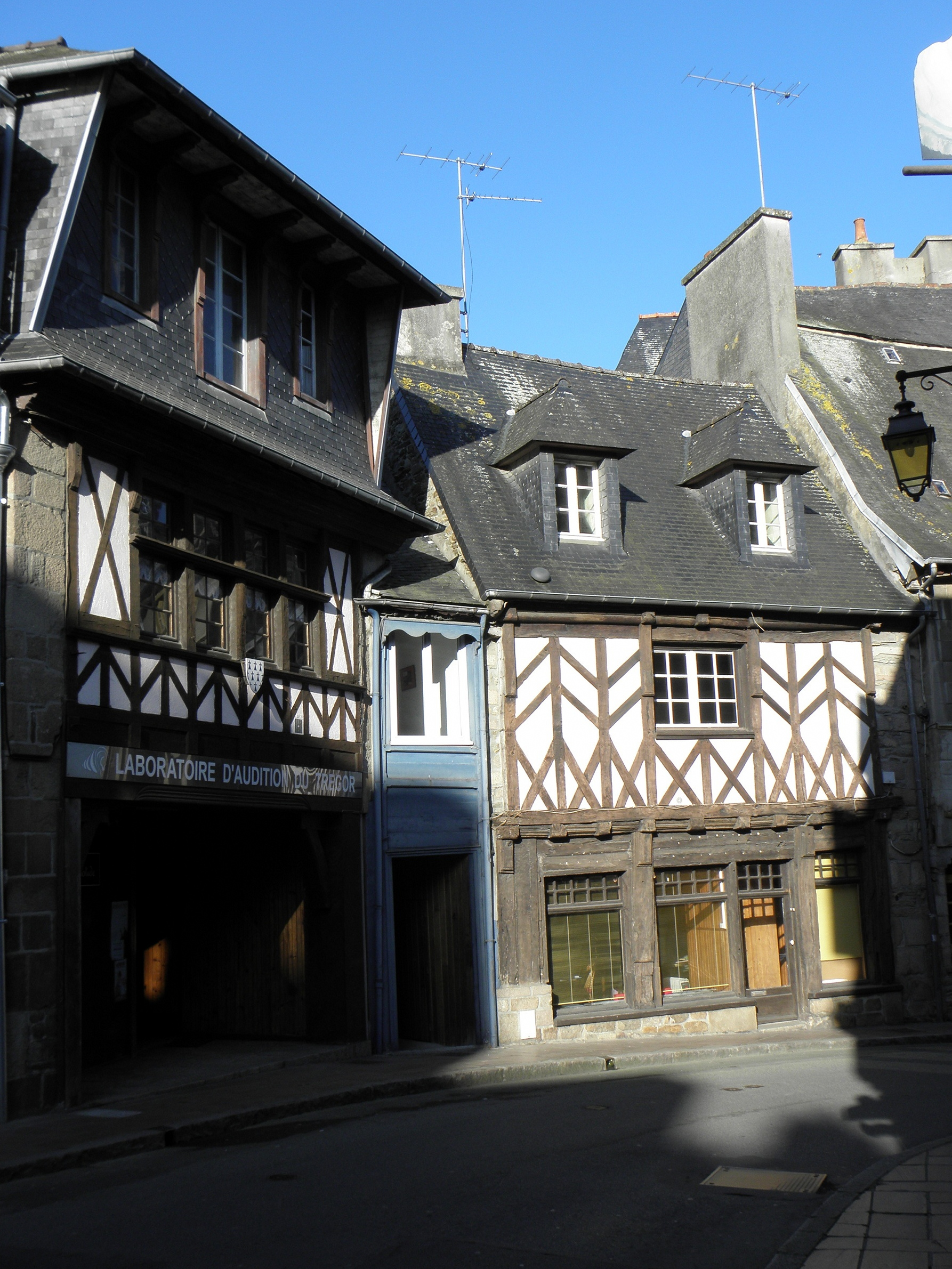

## Népesség
A település népessége az elmúlt években az alábbi módon változott:
| Lakosok száma | 3059 | 3130 | 2799 | 2676 | 2489 | 2470 | 2419 | 2416 | 2411 | 2349 |
|               | 1968 | 1982 | 1990 | 2006 | 2013 | 2015 | 2017 | 2019 | 2020 | 2022 |